# سيندي سيمبر
سينثيا نونيلوم سيمبر (ولدت في 5 أغسطس 1994) هي  لاعبة ألعاب قوى بريطانية مواليد الولايات المتحدة الأمريكية، في سباقات المضمار والميدان متخصصة في سباقات الحواجز. احتلت المركز الرابع في نهائي سباق 100 متر حواجز في دورة الألعاب الأولمبية الصيفية 2016 عندما كانت تبلغ من العمر 22 عامًا، لكنها عانت من انتكاسة إصابة بعد ذلك مما أدى إلى غياباها عن الدورة الأولمبية التالية. حققت أول ميدالية دولية لها وهي الميدالية الفضية في بطولة أوروبا داخل الصالات 2021، شرارة عودتها إلى الشكل واللياقة البدنية التي جعلتها تحتل المركز الخامس في بطولة العالم لألعاب القوى 2022، وتضمن الميدالية البرونزية لإنجلترا في دورة ألعاب الكومنولث 2022، وهي أول ميدالية لها في الهواء الطلق. وصلت إلى نهائي نفس الحدث في بطولة أوروبا لألعاب القوى 2022 لكن تعثرها تركها في المركز الثامن في ثالث نهائي رئيسي لها هذا العام.
حققت وقت 12.50 في نصف نهائي بطولة العالم، هو رقم قياسي بريطاني في الحدث الخارجي. فيما يعتبر وقت 12.38 ثانية التي حققته في النهائي هي أسرع وقت على الإطلاق يحققه رياضي بريطاني في هذا الحدث، ولكن بمساعدة الرياح. تعد سيمبر بطلة بريطانية خمس مرات في سباق 100 متر حواجز.